# Bad Laer

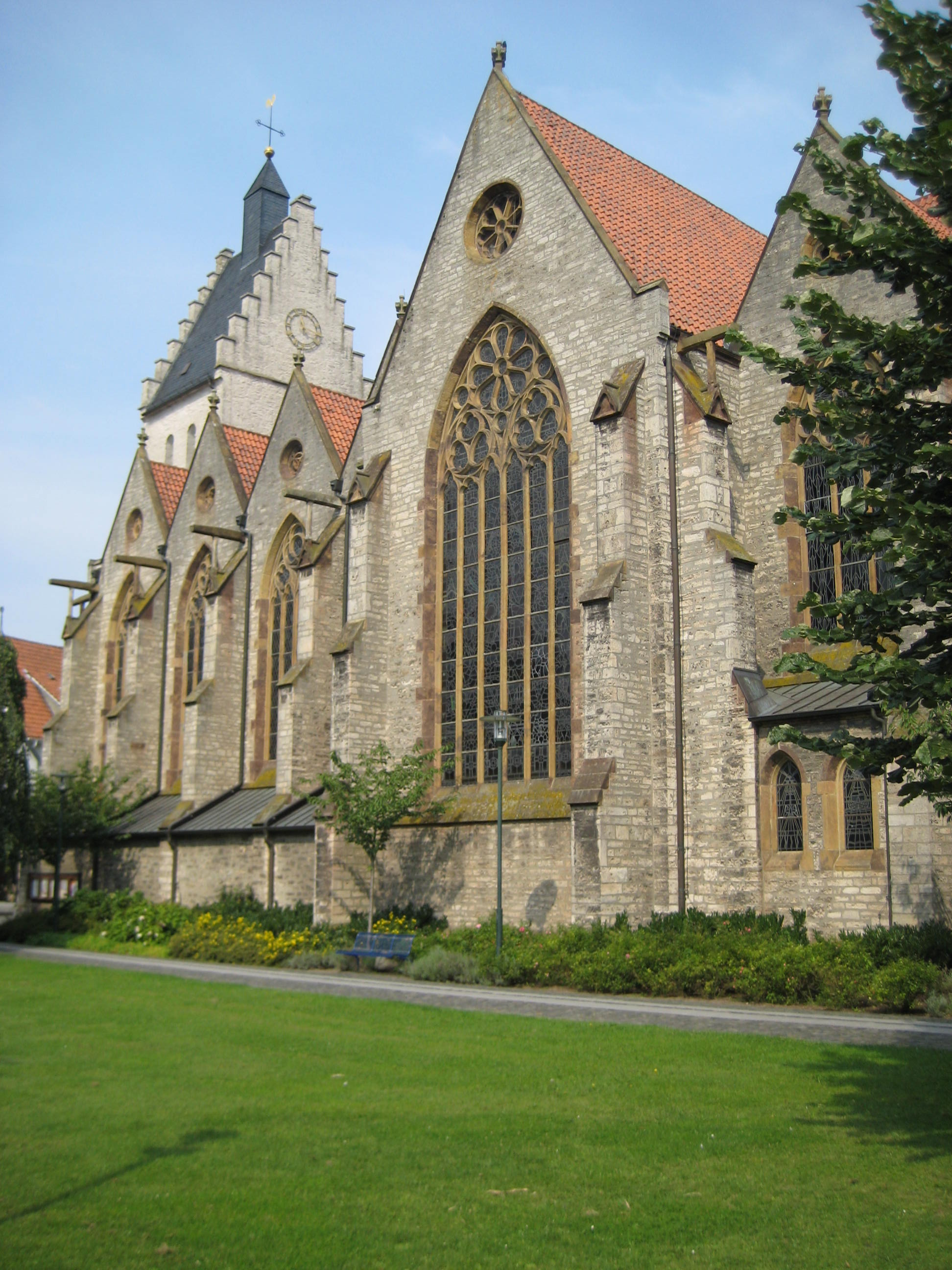
St. Marien

Bad Laer là một đô thị của nghỉ dưỡng thuộc huyện Osnabrück, bang Niedersachsen, Đức. Đô thị này có diện tích 46,85 km². Đô thị này nằm ở rừng Teutoburg, cự ly khoảng 20 km về phía nam của Osnabrück.
Đô thị Bad Laer có 5 làng ngoại thành Remsede, Müschen, Hardensetten, Westerwiede và Winkelsetten.